# Херберт Нахбар
Херберт Нахбар (на немски: Herbert Nachbar) е германски журналист, драматург и писател на произведения в жанра драма.

## Биография и творчество
Херберт Нахбар е роден на 12 февруари 1930 г. в Грайфсвалд, Германия, в семейство на рибар. Завършва гимназия в Росток през 1950 г. Започва да следва медицина в Хумболтов университет на Берлин, но прекъсва след два семестъра.
През 1951 г. се жени за художничката Брижит Крьонинг. Имат две деца – Сабина и Роберт.
Работи като местен репортер и редактор към различни източноберлински вестници до 1953 г., след което става литературен редактор към издателство „Ауфбау“. През 1957 г. е писател на свободна практика. Живее на различни места: до 1959 г. на остров Уманц, в периода 1960 – 1963 г. в Източен Берлин, в периода 1963 – 1969 г. в Граал-Мюриц, и отново в Източен Берлин след 1969 г. От 1968 г. е драматург в общинския театър в Росток и по-късно в източногерманската телевизия в Берлин.
Първият му роман „Der Mond hat einen Hof“ (Луната има двор) е издаден през 1956 г. Удостоен е с наградата „Хайнрих Ман“ за най-добър първи роман.
В ранните си романи описва живота в рибарски села на балтийския бряг. По-късно разширява обхвата си от теми и частично обработва собствения си опит в книгите си. Някои от късните му творби се характеризират с легенди от региона на Балтийско море и Скандинавия и имат фантастични и романтични черти.
Романите му „Сватба в Ленекен“, „Голямата кола кара нагоре“ и „Милионите на Кнут Брюмер“ са екранизирани в едноименните филми от ДЕФА.
Член е на Съюза на писателите на ГДР и Пен-центъра на ГДР.
Вследствие на тежко заболяване е на инвалидна количка от 1978 г. Херберт Нахбар умира на 25 май 1980 г. в Източен Берлин. Погребан е в парцела за културни дейци на Централното гробище Фридрихсфелде в Берлин.

## Награди
- 1957 г. награда „Хайнрих Ман“
- 1961 г. награда за литература на Свободната германска конфедерация на профсъюзите
- 1966 г. Медал „Йоханес Р. Бехер“, сребърен
- 1976 г. Национална награда на ГДР, 2 степен
- 1980 г. Отечествен орден за заслуги, 3 степен

## Произведения
- Der Mond hat einen Hof (1956)
- Die gestohlene Insel (1958)
- Die Hochzeit von Länneken (1960)
Сватба в Ленекен, изд.: „Народна култура“, София (1963), прев. Тодор Берберов
- Der Tod des Admirals (1960)
- Brasilienfahrt (1961) – с Герхард Ветер
- Oben fährt der Große Wagen (1963)
- Ein Feldherr sucht seine Mutter (1965)
- Haus unterm Regen (1965)
- Meister Zillmann (1965)
- Die Millionen des Knut Brümmer (1970)
- Die Meisterjungfer (1970)
- Ein dunkler Stern (1973)
- Pumpendings seltsame Reise (1975)
- Der Weg nach Samoa (1976)
- Das fliegende Paddelboot (1979)
- Keller der alten Schmiede (1979)
- Helena und die Heimsuchung (1981)
- Die große Fahrt (1982)
- Der Junge mit den knielangen Hosen (1984)

### Екранизации
- 1964 Die Hochzeit von Länneken
- 1966 Oben fährt der große Wagen – ТВ филм
- 1977 Die Millionen des Knut Brümmer – ТВ филм